# 4440 Tchantchès
A 4440 Tchantchès (ideiglenes jelöléssel 1984 YV) egy kisbolygó a Naprendszerben. Dossin, F. fedezte fel 1984. december 23-án.